# Marco Bonino
Marco Valter Maria Bonino, conosciuto come Marco Bonino (Torino, 20 giugno 1952), è un cantante, compositore e chitarrista italiano.

## Biografia
Cantante, autore e polistrumentista, inizia la sua carriera professionistica nei primi anni '70 con la band progressive torinese OFF dove confluiscono già affermati musicisti quali Marco Astarita, Angelo Girardi (Procession) e Mauro Di Toro (Trifase).
Del 1977  è l'incontro, durante un suo Tour in Italia, con il bluesman inglese Paul Kelly:  nasce la Paul Kelly Band, e il loro album di esordio (“Counting Chickens”, pubblicato dalla Mu Records) è un successo, ma lo è soprattutto la beatlesiana “Be true Annie”, canzone composta e cantata da Marco, vero hit nelle radio private di tutta Italia; Renzo Arbore, lo inserisce sul Corriere della Sera tra i dieci migliori dischi di blues del mese.
Nel 1980 entra per un breve periodo nel gruppo Venegoni & Co, partecipando alle registrazioni dell'album Sarabanda.
La vera passione di Marco rimane il Beat anglosassone, quello dei Beatles in particolare, ed è così che in lingua inglese incide nel 1981 il suo primo album come solista, ”Help me to hear” (pubblicato dalla Mama Barley Records), accompagnato da alcuni dei più noti musicisti pop internazionali (Nancy Bromberg, Happy Traum, John James, Dick Fegy e ”Sneaky” Pete Kleinow, la leggendaria pedal steel guitar dei Byrds).
Accompagna poi come “supporter”, in una lunga serie di concerti, artisti quali John Martyn, David Bromberg, Bruce Cockburn, Mike Bloomfield, i Chieftains e Joe Jackson.
Scrive anche numerose canzoni per artisti del panorama musicale italiano quali Mal dei Primitives, i Camaleonti, Wilma Goich, Dino, Donatella Rettore, Jo Chiarello e i Nuovi Angeli, a volte in coppia con Valerio Liboni (come Lei no, L'ultimo metrò, Ma io vi mollo e vado al mare e Stai con me, tutte per la Chiarello).

Marco Bonino con Ron durante il tour "Guarda chi si vede"

Collabora poi, dal 1981 al 1983 sia in studio che nei concerti, con gli Stadio, Ron (nell'album Guarda chi si vede e Lucio Dalla e proprio da questo incontro nasce il 2º album di Marco, Unknown Greatest Hits (pubblicato dalla Homberger Records) cantato per metà in italiano (in cui, in alcuni brani, suonano gli Stadio).
Con Ron e gli Stadio partecipa come seconda chitarra e cantante anche nel tour "Tutti i cuori viaggianti" e nell'album live omonimo anche se i credits del disco citeranno solo i componenti ufficiali degli Stadio omettendo inspiegabilmente Bonino e Claudio Golinelli.
Dal 1984 al 1989 entra come chitarrista nel gruppo beat I Nuovi Angeli con cui si esibisce in innumerevoli concerti in Italia e all'estero, fino a portare con il gruppo una sua canzone, ”Bella questa storia”, al Festival di Sanremo 1989.
Nel 1994 suona la chitarra nell'album Via con te di Mal; quattro anni dopo suonerà nuovamente con l'artista inglese nell'album I grandi successi di Mal, con riarrangiamenti di vecchi successi.
Nel 1997 partecipa come chitarrista all'album I Ragazzi del Sole - Il meglio, in cui tre componenti del gruppo I Ragazzi del Sole reincidono alcuni loro successi riarrangiandoli (con altri brani inediti).
Affiancato al lavoro di musicista quello di produttore discografico e autore di “Jingles” pubblicitari,( “FIAT Fiorino”, “Zaino Seven” ,”Suzuki”, ”FIAT Ducato”, ”Fabbri Editori”,  “Piccolo Oreal”, ”Blue Officina FIAT Lubrificanti”  e “Ferrero Tronky”), Marco, con il suo nuovo gruppo, The Blaze (costituito da Dario Arianti alle chitarre, al sitar e alla voce, da Slep alle chitarre, da Enzo Zirilli alla batteria e da Bonino al basso, al dulcimer e alla voce), ottiene nel 1999 un inaspettato e clamoroso successo con il CD “Green grass” (Acid Jazz Records) che entra nelle classifiche di vendita in Gran Bretagna.
Nel 2000 Marco ha scritto le musiche originali per il Musical "Hello Habana",prodotto a Cuba dalla Quick Incentive di Torino e dal Circuba, in replica ogni sera alla famosa “Cecilia” di Havana.
Nell'estate del 2007 ha arrangiato e prodotto artisticamente l'ultimo lavoro del cantautore-rock torinese Enzo Maolucci, ”De liberata mente”, in cui ha anche suonato la chitarra e altri strumenti.
Con la sua band Mark and The Dreamers continua a esibirsi dal vivo interpretando, oltre ai successi dei Beatles, anche i famosi evergreen del Pop americano degli anni '50 e '60.
Dal 2007 è ritornato nei Nuovi Angeli, con i quali ha pubblicato il nuovo album Live nel 2008.
Nel 2013 scrive la musica (il testo è di Enzo Maolucci) di Gaia, canzone a tema ecologista incisa dal trio composto da Gian Pieretti, Donatello e Paki Canzi (il fondatore e cantante dei Nuovi Angeli). Cura inoltre gli arrangiamenti del nuovo album di Gian Pieretti, Cinquant'anni da poeta, per cui compone anche alcune musiche.
Nel 2014 si riunisce a Canzi e Liboni per dare vita ad una reunion dei Nuovi Angeli.
Nel 2015 pubblica con i Nuovi Angeli Greatest Hits, in cui è anche voce solista nell'inedito Sei rimasta tu. Sempre con la band, incide successivamente Tete à Tete con i Nuovi Angeli (Al 50º anno) (2016), l'album finale della reunion.
Nel 2018 partecipa all'incisione dell'album Powerillusi & Friends dei Powerillusi, suonando la chitarra in alcuni brani.
Nel 2023 pubblica il nuovo album da solista The Singer in the Band, con dodici brani con i testi in inglese di Mike Shepstone dei Rokes e la produzione di Aldo Valente.

## Discografia

### Da solista
Album in studio
- 1981 - Help me to hear
- 1984 - Unknown Greatest Hits
- 2023 - The Singer in the Band

Singoli
- 1984 - Smoke Gets In Your Eyes (English Version)/Smoke Gets In Your Eyes (Italian Version)
- 1985 - Summer song/Since when I love you

### Con la Paul Kelly Band
- 1979 - Counting Chickens

### Con Venegoni & Co.
- 1980 - Sarabanda

### Con i Nuovi Angeli
- 1987 - Al ventesimo anno
- 2008 - Live
- 2015 - Greatest Hits
- 2016 - Tete à tete con i Nuovi Angeli (Al 50º anno)

### Con The Blaze
- 1999 - Green grass

## Le principali canzoni scritte da Marco Bonino
| Anno | Titolo                        | Autori del testo                      | Autori della musica            | Interpreti                            |
| ---- | ----------------------------- | ------------------------------------- | ------------------------------ | ------------------------------------- |
| 1984 | Lei no                        | Marco Bonino e Valerio Liboni         | Marco Bonino e Valerio Liboni  | Jo Chiarello                          |
| 1984 | L'ultimo metrò                | Marco Bonino e Valerio Liboni         | Marco Bonino e Valerio Liboni  | Jo Chiarello                          |
| 1985 | Cambiare casa                 | Marco Bonino e Valerio Liboni         | Marco Bonino e Valerio Liboni  | Valerio Liboni                        |
| 1985 | Non hai capito proprio niente | Marco Bonino e Valerio Liboni         | Marco Bonino e Valerio Liboni  | Valerio Liboni                        |
| 1985 | Ma io vi mollo e vado al mare | Marco Bonino e Valerio Liboni         | Marco Bonino e Valerio Liboni  | Jo Chiarello                          |
| 1985 | Stai con me                   | Marco Bonino e Valerio Liboni         | Marco Bonino e Valerio Liboni  | Jo Chiarello                          |
| 1987 | Voi del '96                   | Claudio Daiano                        | Marco Bonino e Paki Canzi      | I Nuovi Angeli                        |
| 1989 | Bella questa storia           | Paki Canzi e Valerio Liboni           | Marco Bonino e Paki Canzi      | I Nuovi Angeli                        |
| 1990 | L'amore è una tempesta        | Valerio Liboni                        | Marco Bonino e Paki Canzi      | Sabrina Anselmi                       |
| 1994 | Se mi vuoi                    | Valerio Liboni                        | Marco Bonino                   | Mal                                   |
| 1994 | Che notte vuoi                | Valerio Liboni e Guido Guglielminetti | Marco Bonino                   | Mal                                   |
| 1994 | L'unica donna                 | Valerio Liboni e Guido Guglielminetti | Marco Bonino                   | Mal                                   |
| 1997 | Che amore vuoi                | Valerio Liboni e Ernesto Ausilio      | Marco Bonino                   | I Ragazzi del Sole                    |
| 2007 | Cafard l'alito del drago      | Enzo Maolucci                         | Marco Bonino                   | Enzo Maolucci                         |
| 2007 | Teste dure                    | Enzo Maolucci                         | Marco Bonino                   | Enzo Maolucci                         |
| 2013 | Gaia                          | Enzo Maolucci                         | Marco Bonino                   | Gian Pieretti, Donatello e Paki Canzi |
| 2013 | Il motociclista               | Gian Pieretti                         | Marco Bonino                   | Gian Pieretti                         |
| 2013 | Poronponpo                    | Gian Pieretti                         | Marco Bonino e Claudio Damiani | Gian Pieretti                         |
| 2013 | Il vento accarezzava l'erba   | Gian Pieretti                         | Marco Bonino                   | Gian Pieretti                         |